# 華特·蕭特基
華特·赫尔曼·蕭特基（德語：Walter Hermann Schottky，1886年7月23日—1976年3月4日），德國物理學家。他在早期的電子與離子發射現象的理論發展上扮演着重要角色，於1919年發明簾柵極真空管（四極管），後來也在半導體元件、工程物理學、科技领域有許多重大貢獻。現今蕭特基二極體廣泛用於每一台電腦、也在一些高頻領域等有所应用。

## 學歷
1904年由德國柏林的斯坦格利兹文理中学畢業。1908年於柏林大學獲得物理學士，1912年於柏林大學在普朗克在海因里希·鲁本斯指導下獲得物理博士，論文名稱是：Zur relativtheoretischen Energetik und Dynamik。

## 經歷
1912-14年間在耶拿大學作博士後研究，1919-23年間在維爾茨堡大學講學，1923-27年間擔任羅斯托克大學理論物理教授。1914-19, 1927-58年間兩度在西門子研究實驗室（Siemens Research laboratories）工作。

## 主要科學成就
回顧起來，蕭特基最重要的科學成就可說是1914年發現的知名古典公式，一個點電荷q，與距離x的金屬平面間的相互作用能，現今寫成 -q2/16πε0x

## 獲獎
因發現熱電子發射的散粒效應（蕭特基稱它是Schrot effect），也就是在高真空放電管中的自發性的電流變化，以及發明簾柵極真空管與接收無線電訊號的超外差方式，於1936年獲得倫敦皇家學會休斯奖章。
為了表揚他在理解許多物理現象上所做的開創性工作，並促成許多重要的技術應用，例如真空管放大器、半導體等方面的貢獻，於1964年獲得德國技術科學最高榮譽：魏納獎。

## 爭論
- 超外差（superheterodyne）的發明一般是歸於埃德温·霍华德·阿姆斯特朗，然而，蕭特基在Proc. IRE（英语：Proceedings of the IEEE）發表過的論文也声称自己發明了相似的東西。
- 1939年：最早的PN結

## 個人生活與家庭
父親是數學家弗里德里希·赫曼·肖特基（1851–1935）。 妻子是Elizabeth，育有一女兩子。 華特·蕭特基的父親於1882年被聘任為蘇黎世大學的數學教授，四年後華特出生，1892年又接受馬爾堡大學聘任而移居德國。

## 紀念
以他的名字來命名紀念的事物有：德國蕭特基學院、蕭特基獎，以及蕭特基能障、蕭特基二極體。

## 書籍著作
- Thermodynamik, Julius Springer, Berlin, Germany, 1929.
- Physik der Glühelektroden, Akademische Verlagsgesellschaft, Leipzig, 1928.

## 外部連結
- Walter Schottky （页面存档备份，存于）
- Biography of Walter H. Schottky
- Walter Schottky Institut （页面存档备份，存于）
- 華特·蕭特基（德国国家图书馆目录相关文献）
- Reinhard W. Serchinger: Walter Schottky – Atomtheoretiker und Elektrotechniker. Sein Leben und Werk bis ins Jahr 1941. Diepholz; Stuttgart; Berlin: GNT-Verlag, 2008.
- Schottky's nndb profile （页面存档备份，存于）
- Schottky's math genealogy （页面存档备份，存于）